# 女義太夫
女義太夫（おんなぎだゆう）、または娘義太夫（むすめぎだゆう）は、女性による義太夫語り。現在では「女流義太夫（じょりゅうぎだゆう）」と呼ぶ。略して「女義（じょぎ）」と呼ぶ。一般社団法人義太夫協会の公式サイトでも活動紹介等でこの名称が使用されている

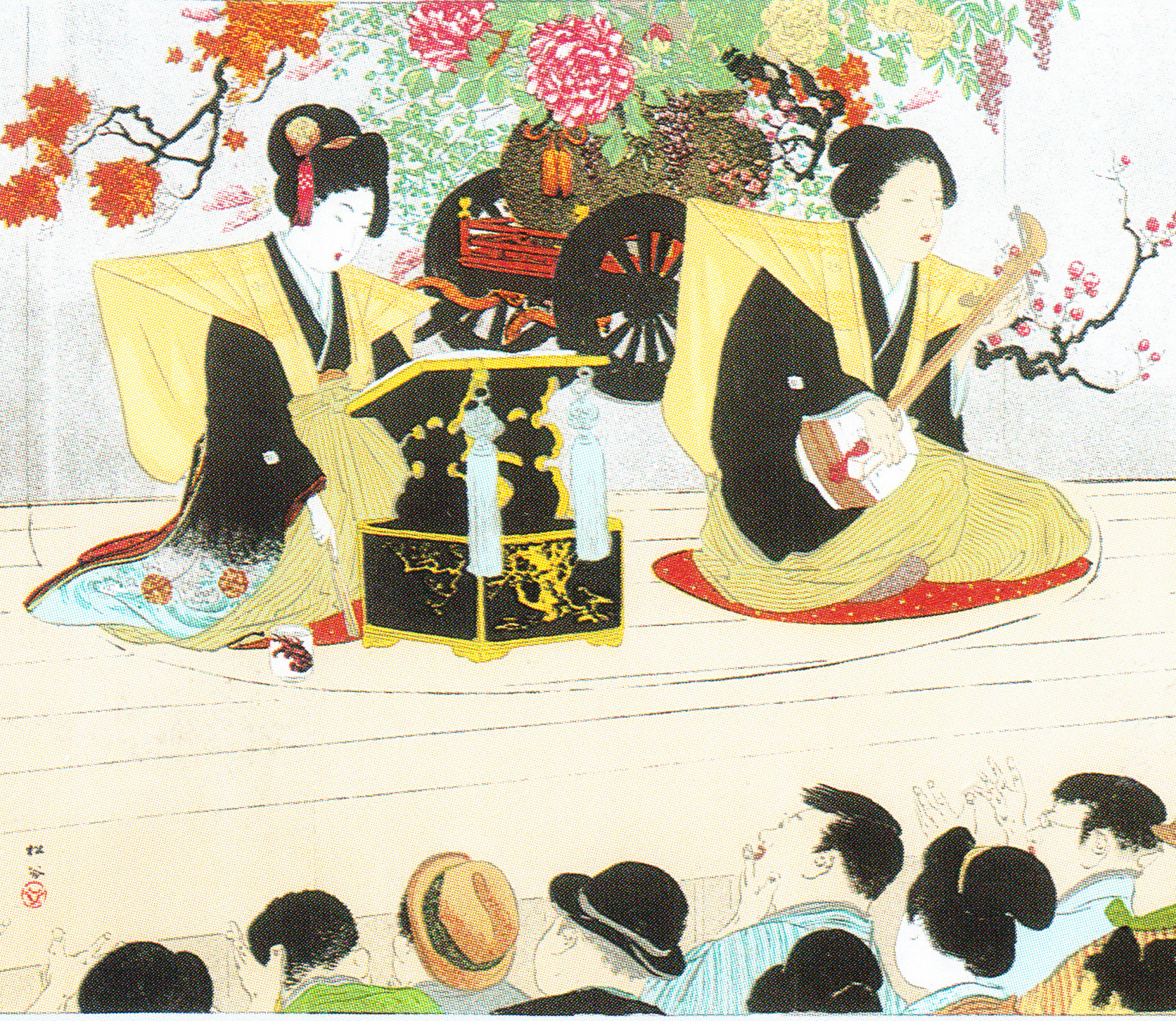
娘義太夫の竹本京子と京枝

太夫1名と三味線1名で演奏されるのが基本である。番組によっては、太夫と三味線も複数になることがあり、ほかに箏が加わることもある。娘義太夫での三味線は、太棹と呼ばれる三味線のなかでもっとも大型で、かつ音域が低いものが用いられる。演奏は、劇場、寄席などにおいて、人形などの団体と合同の公演もあるが、多くの場合、人形/歌舞伎などが伴わない素浄瑠璃にておこなう。衣装は、夏は白、冬は白の着物に、大夫/三味線ともに揃いの肩衣と袴をつけておこなう。

## 歴史
女性による義太夫語りは、江戸後期の文化文政ごろからおこなわれていたが、水野忠邦の天保の改革で女芸人が禁止されると廃れていった。この時代は寄席にも出してもらえずに、よしず張りの小屋（ヒラキ）で興行をしていて、「女義太（たれぎだ）」などと呼ばれて軽んじられていた。
しかし、明治維新以降の文化政策の改変のなかで、1877年（明治10年）の寄席取締規則によって女性の芸人が法的にも認められるようになると、寄席芸の一ジャンルとして、江戸期以上の隆盛をみるようになる。1880年代になると、1882年（明治15年）に名古屋から来た竹本京枝が一門を連れて東京に移り、1885年には大阪の竹本東玉も門下とともに東京に来て、この二人の実力者や、竹本越路大夫ら男性の義太夫の活躍によって、東京での娘義太夫の寄席は急増する。義太夫の人数も1875年から1887年にかけて男女とも3 - 5倍に増加した（『諸芸人名録』『統計集誌』）。
大阪では豊竹呂昇が人気で、東京では1887年には大阪から上京した竹本綾之助が空前の人気となり、芸能での人気を歌舞伎と二分するほどになった。東京では人形町の宮松、両国、本郷の若竹、吾妻橋の東橋亭や、新柳などが真打の出る寄席で、その他には弟子を出させていた。
この頃、内容が佳境にさしかかると、客席にいる書生らの熱心な見物から、「どうする、どうする」と声がかかった。このことから、そうした見物を「堂摺連＝どうするれん」と呼んだ。特に激しい者は手拍子を打ち、茶碗の底を擦り合わせて騒ぐほど熱狂したという。また、人力車の後押しをしたり、娘義太夫の日本髪が熱演のあまり乱れ、かんざしが髪から落ちる（演出である）と、それを拾おうと場内が混乱することもあった。15・6歳ほどの年端もいかない少女に熱狂する若者たちの様は、現代のアイドルのそれにも多く例えられる。綾之助が1898年に引退した後に人気となった竹本京子には花菱連、糸成連など、人気義太夫にはひいき連中の組織も作られた。やがてひいき連中や太夫自身らの不品行が問題となり、1900年に黒岩涙香の経営する『万朝報』紙は「匹婦娘義太夫如きに狂する」ことを「腐敗々々、青年道心の大腐敗。危険々々、社会風教の大危険」と批判し、どうする連もやや鳴りをひそめた。

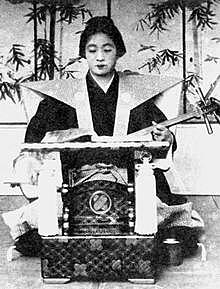
豊竹呂昇

1900年には、豊竹呂昇、豊竹昇之助・昇菊姉妹、二代目綾之助などが上京して人気となる。この頃に東京の娘義太夫は1000人を越え、地方都市でも興行を行ったが、東京ほどの人気は得られなかった。
志賀直哉は学生時代の1903年頃から昇之助の熱烈なファンになって寄席通いしたことが日記に記されており、1908年に昇之助の結婚後には木下杢太郎が昇菊に熱を上げ、「花の「昇菊、昇之助」」を謳った詩も残している。また高浜虚子は竹本小土佐に思い入れし、小説『俳諧師』では主人公が娘義太夫の小光に入れ込む姿が描かれている。日常生活のなかにも娘義太夫は根をおろした。社会主義者らの集会などでも、余興として娘義太夫を楽しむといったことがあり、たとえば『光』第1巻第11号（1906年4月）に掲載の「日本社会党茶話会」という記事中に、「……談終るや余興として某嬢の義太夫、……」といった報告がみられる。
日露戦争後に浪花節や薩摩琵琶などが流行し、1923年（大正12年）の関東大震災以降、娘義太夫の人気は急速に衰えた。

## 現状
女流義太夫の公演は、独立行政法人日本芸術文化振興会（文化庁所管）が主催する公演などで鑑賞の機会がある。このほか、一般社団法人義太夫協会は、東京都台東区のお江戸上野広小路亭での「じょぎ（女流義太夫若手演奏会）」など、各種会場での定期的な演奏会情報を公式サイトで公開している。また、浄瑠璃の担当者が不足している地芝居に参加したり、一度上演が途絶えた地芝居の再興に協力する等の活動も続けられている。
ビートたけしの祖母である北野うしは、竹本八重子という娘義太夫であった。

## 主な女義太夫演者
- 豊竹呂昇
- 竹本綾之助
- 竹本八重子 (北野うし)
- 竹本素女
- 竹本駒之助
- 竹本素京
- 竹本重之助
- 竹本土佐広
- 鶴澤津賀寿
- 鶴澤歌幸
- 竹本清之助

- 竹本京枝
- 竹本三蝶
- 竹本土佐栄
- 竹本東猿
- 鶴澤寛八
- 鶴澤三生
- 鶴澤重輝
- 豊澤小住
- 鶴澤仙平
- 竹本綾菊
- 竹本小土佐

- 竹本素昇
- 竹本年八
- 豊竹小仙
- 豊竹團司
- 竹本東玉
- 竹本東広
- 鶴澤友路
- 豊澤猿幸
- 豊澤雛代
- 豊竹昇菊
- 豊竹豊玉

- 豊竹呂之助
- 鶴澤駒登久
- 鶴澤悠美
- 竹本越道
- 竹本朝重
- 竹本於伝
- 竹本京子
- 竹本組玉
- 竹本小津賀
- 竹本春華
- 竹本住之助

- 竹本素京
- 竹本素行
- 竹本染登
- 竹本雛昇
- 竹本素八
- 竹本友香
- 野澤喜恵博
- 竹本越考
- 豊澤住造
- 竹本住蝶
- 豊澤住輔